# おしゃべりなカラス
おしゃべりなカラスは 友部正人の代表曲のひとつ。
1975年のアルバム「誰も僕の絵を描けないだろう」で、発表された。録音では、坂本龍一がピアノ伴奏している。
単純な反復コードだが、謎めいた歌詞と、友部独特の朗読とも歌唱ともつかない表現方法を用いている。
文学性、音楽性において、日本の音楽シーンのひとつの頂点と言われている。